# Албион (Оклахома)
Албион (енгл. Albion) град је у америчкој савезној држави Оклахома.

## Демографија
По попису из 2010. године број становника је 106, што је 37 (-25,9%) становника мање него 2000. године.
| Група             | 2000.       | 2010.      |
| Белци             | 120 (83,9%) | 64 (60,4%) |
| Афроамериканци    | 0 (0,0%)    | 1 (0,9%)   |
| Азијати           | 0 (0,0%)    | 0 (0,0%)   |
| Хиспаноамериканци | 0 (0,0%)    | 1 (0,9%)   |
| Укупно            | 143         | 106        |